# ガンビアの政党
ガンビアの政党では、ガンビアにおける政党について説明する。

## ガンビアの政党制
ガンビアの政党制は、愛国再建同盟を与党とする一党優位政党制であったが、2017年のヤヒヤ・ジャメ失脚に伴い情勢が大きく変化した。 野党勢力のうち、2005年5つの政党（事実上、全国レベルの全野党）が結集し、民主開発国民同盟を結成した。

## 現在の政党
- 愛国再建同盟（愛国再教育建設同盟、再指針と構築のための愛国同盟）
- 民主開発国民同盟（国民民主開発同盟）
  - 国民民主行動同盟
  - 国民和解党
  - 独立社会主義人民民主機構
  - 人民進歩党
  - 統一民主党
- ガンビア民主進歩党
- 国民会議党

## 消滅した政党
- ガンビア人民党